# رومینا اوپراندی
رومینا اوپراندی (ایتالیایی: Romina Oprandi؛ زادهٔ ۲۹ مارس ۱۹۸۶) یک تنیس‌باز اهل ایتالیا است.